# Žemaičių Kalvarija
Žemaičių Kalvarija ist ein Städtchen (miestelis) und Zentrum des gleichnamigen Amtsbezirks (seniūnija) der Rajongemeinde Plungė in der Region Niederlitauen im Westen Litauens. Es ist ein katholisches Wallfahrtszentrum.

## Geschichte des Namens
Der Ort wird im Jahr 1253 als Garde erwähnt. Im 17. Jahrhundert, als die Hauptkirche und die Straße des Kreuzes gebaut wurden, nannten ihn die Menschen Neu Jerusalem. Später wurde die Stadt Kalvarija genannt; nach dem Namen des Berges, an dem Jesus gekreuzigt wurde. Im 20. Jahrhundert wurde die Stadt in Žemaičių Kalvarija umbenannt, da es eine weitere Stadt im Südwesten Litauens mit dem Namen Kalvarija gibt.
Zwischen 1964 und 1989, während der Zeit der sowjetischen Besatzung, wurde die Stadt in Varduva umbenannt. Im Jahr 1989 erhielt die Stadt wieder ihren historischen Namen Žemaičių Kalvarija.

## Das Große Kirchenfest von Žemaičių Kalvarija
Jeden Juli findet das Große Kirchenfest von Žemaičių Kalvarija (Litauisch: Didieji Žemaičių Kalvarijos atlaidai) statt. Das Fest hat seinen Ursprung im Jahre 1742. In der Stadt gibt es neben der 1822 errichteten Basilika der Heimsuchung der Jungfrau Maria, eine der bedeutendsten katholischen Kirchen Litauens, 21 Stationen des Kreuzweges, die von den Pilgern besucht werden.
Während des Festes werden einige Tage der Jugend gewidmet, für die spezielle Messen in der Wallfahrtsbasilika Mariä Heimsuchung abgehalten werden.
Das Fest zieht vor allem Touristen aus Niederlitauen an. Viele katholische Kirchen des Landes organisieren dafür Pilgerfahrten. Seit 2004 besuchen das Fest viele Touristen und Pilger aus der EU, vor allem aus Polen, Irland, Deutschland, und Spanien.

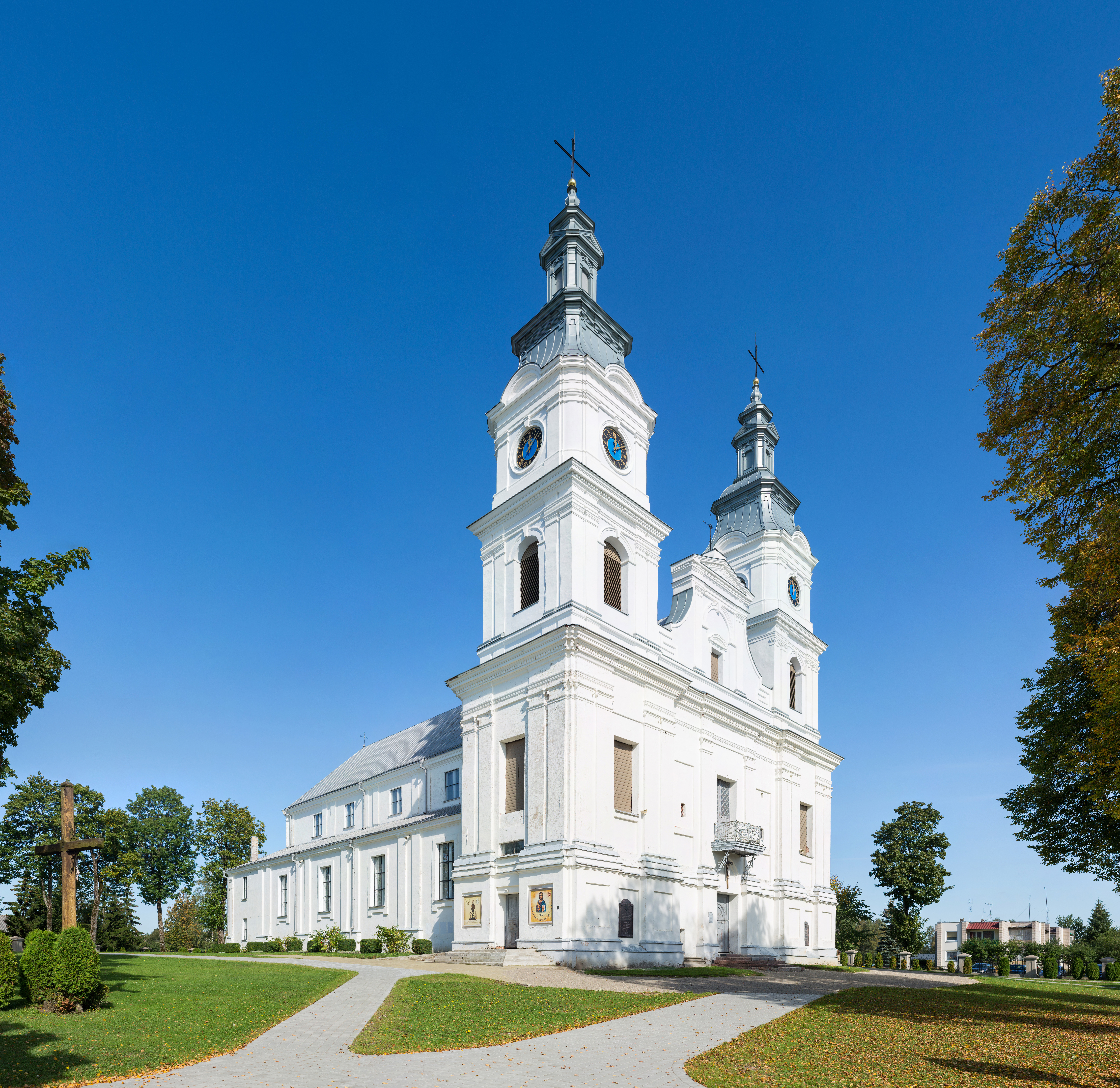
Basilika der Heimsuchung der Jungfrau Maria
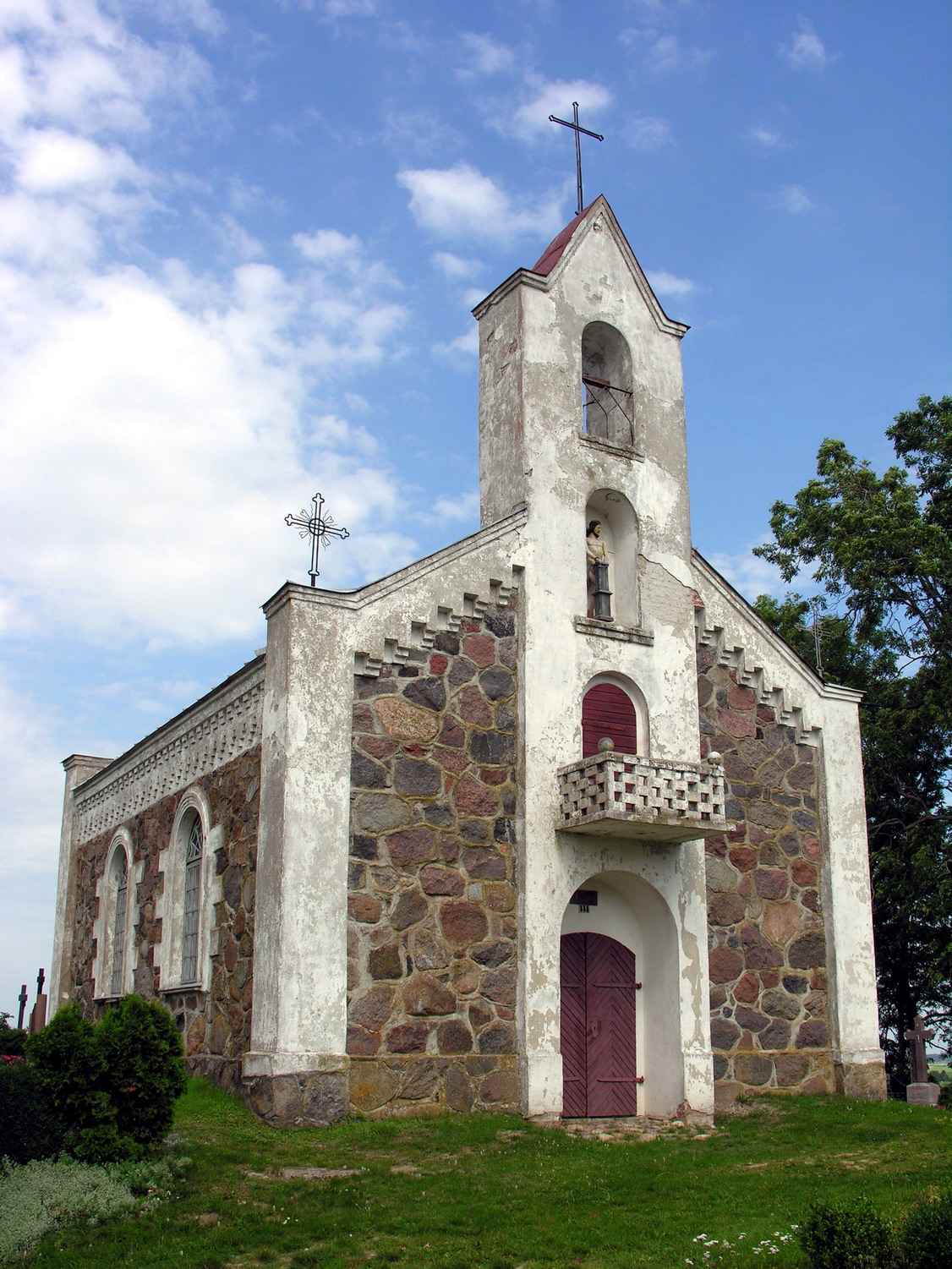
Kreuzwegkapelle

## Personen
- Liudas Noreika (1884–1928), Jurist, Politiker und Journalist